# Appareil isodome
 (octobre 2021).
Ne doit pas être confondu avec Opus incertum.
L'appareil isodome ou appareil rectangulaire isodome ou opus insertum,[source insuffisante] est un type d'assemblage de mur que l'on rencontre dans l'architecture grecque et l'architecture romaine.

## Caractéristiques

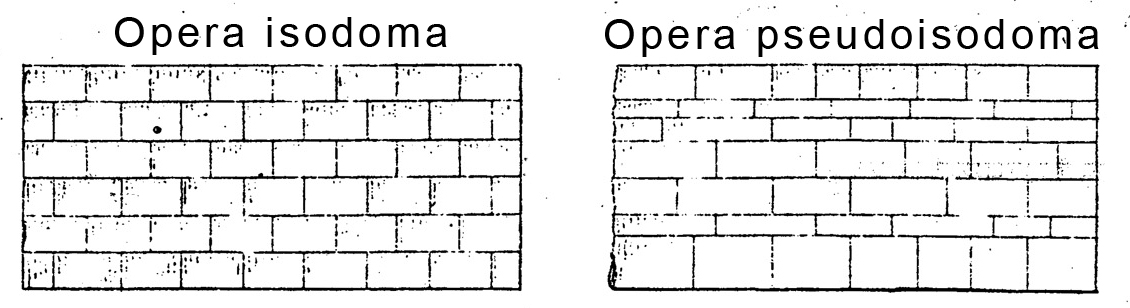
Appareil isodome et pseudo-isodome.

Dans cet appareil, les assises sont de hauteur égale et où les blocs ont un module régulier (même longueur, hauteur et profondeur). Lorsque la longueur des blocs n'est pas égale, ou du moins n'est pas liée par un rapport arithmétique simple, l'appareil est appelé « isodome imparfait ». Lorsque la hauteur des assises est irrégulière, on parle d'appareil « pseudo-isodome » : au sein d'une même assise, les blocs ont tous la même hauteur, mais d'une assise à l'autre, la hauteur des blocs est différente.